# Bloomberg Tower

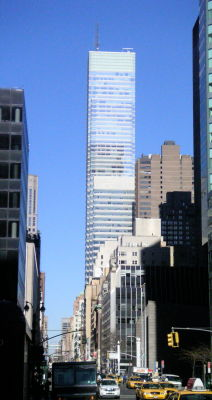
A Bloomberg Tower em fevereiro de 2008.

Bloomberg Tower é um dos arranha-céus mais altos do mundo, com 286 metros (938 ft). Edificado na cidade de Nova Iorque, Estados Unidos, foi concluído em 2005 com 54 andares. É a sede do grupo Bloomberg L.P..